# Arne Westerberg
Karl Arne Rikard Westerberg, född 11 juni 1917 i Dalarö församling, död 11 mars 2001, var en svensk bergsingenjör och bruksdisponent. Han avlade bergsingenjörsexamen 1944 vid Kungliga Tekniska högskolan och var 1959–1966 verkställande direktör (VD) för Halmstads järnverk. Han var 1967–1979 VD för Sandvik AB och 1979–1983 styrelseordförande i samma bolag. Han invaldes 1980 som ledamot av Ingenjörsvetenskapsakademien.